# Hullámhajtás

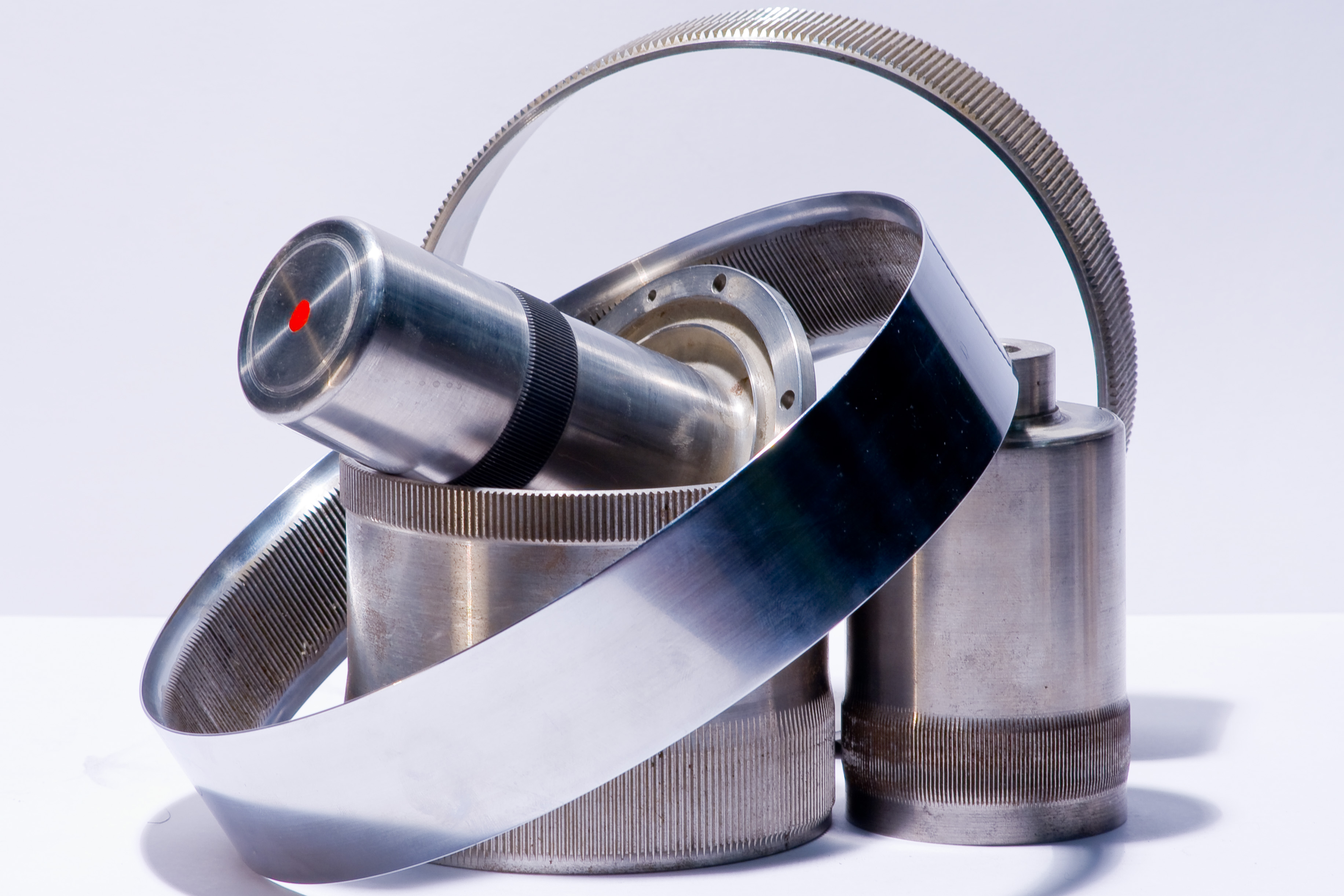
Különféle hullámhajtások rugalmas hüvelyei

A hullámhajtás (angolul harmonic drive) forgó mozgás és nyomaték folyamatos átvitelére alkalmas speciális fogazott hajtás. Alapvetően abban különbözik a fogaskerék hajtásoktól, hogy míg azok végeredményben az ókor óta ismert egyszerű gépek elvén működnek, a hullámhajtás egyes elemeinek rugalmas alakváltozása a működés alapjául szolgál. A "hullámhajtás" elnevezés magyarázata az, hogy az egyik alkatrészen működés közben elfordulás vagy elmozdulás mellett deformációs hullám is végigfut.

## Működési elve

Hullámhajtás animáció

Hullámhajtás keresztmetszete. A színek egyeznek az animáció színeivel

A hullámhajtást igen sokféle változatban készítik, az alapelv azonban egységes és az ábrán látható animáción jól követhető. A külső, kék színű sok foggal ellátott belső fogazású merev gyűrű rögzített. A középső, piros színű vékony falú rugalmas hüvely homlokfelülete külső fogazású fogazott gyűrűként van kialakítva, melynek fogosztása megegyezik a merev kék gyűrű fogosztásával, de kettővel kevesebb fogat tartalmaz. A piros gyűrű hosszabb hengeres palásthoz csatlakozik (ez az ábrán nem látható), mely tárcsában és tengelyvégben folytatódik a kép síkja mögött. A sárga elem, a hullámgenerátor úgy deformálja az eredetileg forgástest alakú piros gyűrűt, hogy annak fogait bekényszerítse a kék gyűrű fogai közé. A generátor körülforgatásakor a piros gyűrűn deformációs hullám fut körbe és közben tengelye körül is elfordul a két fogosztásnak megfelelő szöggel. Könnyen belátható, hogy a vázolt elrendezésű hajtás nagy lassító áttételt valósít meg, a módosítás: 
{\displaystyle i=-{\frac {z_{R}}{2}}},
ahol 
{\displaystyle z_{R}\,} a rugalmas hüvely fogszáma
Egy tipikus hullámhajtómű merev gyűrűjének 202, rugalmas hüvelyének 200 foga van, a rugalmas hüvely tengelyének fordulatszáma a generátor fordulatszámának 0,01-szerese lesz, a kihajtótengelyen mért forgatónyomaték pedig a behajtó nyomaték százszorosa.
A hullámhajtóművel különböző lassító illetve gyorsító áttétel valósítható meg attól függően, hogy a három elem közül melyiket használják behajtó és kihajtó tengelynek és melyiket rögzítik.
| Hajtás jellege            | Behajtás                      | Kihajtás                          | Rögzített elem          | Módosítás                             | Irányok |
| ------------------------- | ----------------------------- | --------------------------------- | ----------------------- | ------------------------------------- | ------- |
| Lassító (reduktor)        |                               |                                   |                         |                                       |         |
| Hullámgenerátor           | Rugalmas hüvely               | Merev gyűrű                       | i = zR/2                | Behajtás és kihajtás ellenkező irányú |         |
| Hullámgenerátor           | Merev gyűrű                   | Rugalmas hüvely                   | i = zG/2                | Behajtás és kihajtás egyező irányú    |         |
| Rugalmas hüvely           | Merev gyűrű                   | Hullámgenerátor                   | i = zG/zR               | Behajtás és kihajtás egyirányú        |         |
| Gyorsító                  |                               |                                   |                         |                                       |         |
| Merev gyűrű               | Rugalmas hüvely               | Hullámgenerátor                   | i = zR/zG               | Behajtás és kihajtás egyirányú        |         |
| Merev gyűrű               | Hullámgenerátor               | Rugalmas hüvely                   | i = 2/zG                | Behajtás és kihajtás egyirányú        |         |
| Rugalmas hüvely           | Hullámgenerátor               | Merev gyűrű                       | i = 2/zR                | Behajtás és kihajtás ellenkező irányú |         |
| Differenciál hajtás       |                               |                                   |                         |                                       |         |
| Merev gyűrű a fő behajtás | Rugalmas hüvely a fő kihajtás | Hullámgenerátor a mellék behajtás | nR = nG(R + 1)/R - nW/R | A két behajtás iránya egyezik         |         |
| Merev gyűrű a fő behajtás | Rugalmas hüvely a fő kihajtás | Hullámgenerátor a mellék behajtás | nR = nG(R + 1)/R + nW/R | A két behajtás iránya ellenkező       |         |

A táblázat jelölései: 
- zR: a rugalmas hüvely fogszáma
- zG: a merev gyűrű fogszáma
- nR: a rugalmas hüvely fordulatszáma
- nG: a merev gyűrű fordulatszáma
- nW: a hullámgenerátor fordulatszáma
- R = zR/2

Az alkatrészek színei megegyeznek az animáció elemeinek színeivel.

## Története
A hullámhajtás alapelvét C.Walton Musser amerikai mérnök írta le 1957-ben megkapott szabadalmában A szabadalom birtokosa egy amerikai cipőipari gépeket gyártó vállalat, a United Shoe Machinery Corp. volt. A hullámhajtást először a repülőgépiparban és az űrkutatásban hasznosították, de előnyös tulajdonságai miatt hamar más területeken is elterjedt. 1967-ben egy japán cég, melyből később a Harmonic Drive Systems Inc. vállalat alakult ki, licencszerződést kötött a szabadalom tulajdonosával. A cég és sok más társa jelenleg precíziós hajtóműveket gyárt a legkülönbözőbb célokra a szerszámgépektől műszereken át robotok mozgatásáig. 

## Alkalmazása
A hullámhajtás egy sor előnnyel rendelkezik a hagyományos mechanikai hajtásokhoz képest: igen kicsi a helyigénye, jó a hatásfoka még nagy módosítások esetén is, nincs foghézag, mely a szabályozásokban és vezérlésekben a kotyogás jelenségét küszöböli ki, dinamikailag merev, pontos kinematikát lehet megvalósítani segítségével. Ezeken kívül még azt a lehetőséget is felkínálja, hogy hermetikus hajtásokat készítsenek segítségével, vagyis olyan hajtást, ahol egy belső térből tömítés szükségessége nélkül lehessen mozgatni egy külső szerkezeti elemet, például űrhajóból egy irányító rakétát, vagy egy tengeralattjáróból kinyúló kormányfelületet, esetleg egy nukleáris erőmű radioaktív közegét szállító csővezetékébe épített elzárószerelvény működtetését lehessen megoldani.

## Külső hivatkozások
- C. Walton Musser munkássága a hullámhajtás fejlesztése terén
- Működési elvek
- Roy Boardman: Hullámhajtások